# Campeonato Mundial de Halterofilismo de 1953
O 30º Campeonato Mundial de Halterofilismo foi realizado em Estocolmo, na Suécia entre 26 a 28 de agosto de 1953. Participaram 70 halterofilistas de 19 nacionalidades. Essa edição foi realizada em conjunto com o Campeonato Europeu de Halterofilismo de 1953.

## Medalhistas
| Evento                     | Ouro                                | Ouro     | Prata                                | Prata    | Bronze                            | Bronze   |
| -------------------------- | ----------------------------------- | -------- | ------------------------------------ | -------- | --------------------------------- | -------- |
| Galo (56 kg)               | Ivan Udodov · União Soviética       | 315,0 kg | Kamal Mahgoub · Egito                | 295,0 kg | Karel Saitl · Tchecoslováquia     | 280,0 kg |
| Pena (60 kg)               | Nikolay Saksonov · União Soviética  | 337,5 kg | Rafael Chimishkyan · União Soviética | 332,5 kg | Einar Eriksson · Suécia           | 307,5 kg |
| Leve (67,5 kg)             | Pete George · Estados Unidos        | 370,0 kg | Dmitry Ivanov · União Soviética      | 365,0 kg | Said Khalifa Gouda · Egito        | 355,0 kg |
| Médio (75 kg)              | Tommy Kono · Estados Unidos         | 407,5 kg | Dave Sheppard · Estados Unidos       | 397,5 kg | Yury Duganov · União Soviética    | 382,5 kg |
| Meio-pesado-leve (82,5 kg) | Arkady Vorobyov · União Soviética   | 430,0 kg | Trofim Lomakin · União Soviética     | 427,5 kg | Stanley Stanczyk · Estados Unidos | 415,0 kg |
| Meio-pesado (90 kg)        | Norbert Schemansky · Estados Unidos | 442,5 kg | Mohamed Ibrahim Saleh · Egito        | 400,0 kg | Mohamed Ali Abdelkerim · Egito    | 385,0 kg |
| Pesado (+ 90 kg)           | Doug Hepburn · Canadá               | 467,5 kg | John Davis · Estados Unidos          | 457,5 kg | Humberto Selvetti · Argentina     | 450,0 kg |

## Quadro de medalhas
| Ordem | País            | Medalha de ouro | Medalha de prata | Medalha de bronze | Total |
| ----- | --------------- | --------------- | ---------------- | ----------------- | ----- |
| 1     | União Soviética | 3               | 3                | 1                 | 7     |
| 2     | Estados Unidos  | 2               | 2                | 1                 | 6     |
| 3     | Canadá          | 1               | 0                | 0                 | 1     |
| 4     | Egito           | 0               | 2                | 2                 | 4     |
| 5     | Argentina       | 0               | 0                | 1                 | 1     |
| 5     | Tchecoslováquia | 0               | 0                | 1                 | 1     |
| 5     | Suécia          | 0               | 0                | 1                 | 1     |
| Total | Total           | 7               | 7                | 7                 | 21    |